# Siegfried Weinmann
Siegfried Weinmann (* 6. Mai 1910 in Königshütte, Oberschlesien; † 3. September 1996 in Berlin) war ein deutscher Kameramann und Fotograf.

## Leben und Wirken
Weinmann wurde als Sohn des Stummfilmkameramanns Friedrich Weinmann in Oberschlesien geboren. Ende der 20er Jahre begann er als Beleuchtungstechniker, ehe er eine Ausbildung zum Kameramann erhielt. Darüber hinaus durchlief Weinmann ein Volontariat bei der Produktionsgesellschaft Afifa.
Seine ersten Arbeiten waren 1931 Kameraassistenzen bei den Filmen Niemandsland und Strohwitwer. Im selben Jahr holte ihn Luis Trenker als einen von mehreren Kameraleuten zu seinem Berg- und Kriegsfilm Berge in Flammen. 1934 war er auch im Kamerateam Leni Riefenstahls bei ihrem NSDAP-Parteitagsfilm Triumph des Willens. Anders als sein berühmter Vater konnte sich Siegfried Weinmann beim Kinospielfilm jedoch nicht durchsetzen, und man ließ ihn in demselben Jahrzehnt nur noch einige Kurzfilme fotografieren.
Nach dem Zweiten Weltkrieg konnte Weinmann kaum mehr in seinem Beruf arbeiten, dokumentiert ist lediglich seine Kameraarbeit an dem halbdokumentarischen Spielfilm Vati macht Dummheiten. In den späteren Jahren wechselte Weinmann den Beruf und arbeitete als Zahntechniker.

## Filmografie
- 1931: Berge in Flammen
- 1935: Triumph des Willens
- 1936: Reisebekanntschaften
- 1937: Der vertauschte Hund
- 1937: Ohne Fleiß keinen Preis
- 1937: Die Posaune
- 1938: Deutsche Rennwagen in Front
- 1953: Vati macht Dummheiten